# Организация солидарности народов Азии, Африки и Латинской Америки
Организация Солидарности Народов Азии, Африки и Латинской Америки (исп. Organización de Solidaridad con los Pueblos de Asia, Africa y América Latina; аббревиатура OSPAAAL) — международная организация, целями которой являются борьба с глобализацией, империализмом, неолиберализмом и защита прав человека. Публикует журнал Tricontinental. Была основана в январе 1966 года в Гаване после Конференции трёх континентов, встречи левых политиков из Гвинеи, Конго, ЮАР, Анголы, Вьетнама, Сирии, КНДР, ООП, Кубы, Пуэрто-Рико, Чили и Доминиканской Республики. Мехди Бен Барка, марокканский лидер конференции, был похищен и убит годом ранее.

## История
В 1966 году в Кубе по горячим следам Трехконтинентального Конгресса была создана Организация солидарности народов Азии, Африки и Латинской Америки (OSPAAAL). Этот конгресс собрал революционные движения со всех уголков колониального мира и помог не только создать братские отношения между ними, но и укрепил их в стремлении к вооруженной борьбе за общественную трансформацию. Кубинская революция, которая свергла режим Батисты в 1959 году, стала примером для антиколониальных движений стран Азии, Африки и Ближнего Востока. В частности, Че Гевара стал символом вооруженного восстания против империализма. Его лозунг «Создадим два, три… много Вьетнамов» отозвался эхом от Анголы до Сальвадора. В результате этого Конгресса, объединившего революционные движения по всему миру, OSPAAAL стала координационным центром не только его идей, но и, что более поразительно, образов. В рамках Организации солидарности народов Азии, Африки и Латинской Америки собрались лучшие художники Кубы и других стран для создания плакатов и других произведений искусства, призванных отметить революционные движения и движения за независимость того периода. Даже если движение плохо финансировалось, не имело собственного печатного станка, или ушло в подполье, благодаря Организации солидарности оно могло быть уверено, что плакаты с идеями и лозунгами этого движения расклеят в городах по всему миру. Многие узнали о борьбе за независимость в Западной Сахаре, о движении в Йемене или репрессиях на Гаити именно благодаря плакатам Организации солидарности, изданным на Кубе с надписями на разных языках. Эти плакаты стали частью общего языка целого поколения революционеров стран третьего мира.

## Плакаты
С момента своего основания до начала 1990-х OSPAAAL выпускала цветные пропагандистские плакаты и рассылала их по всему миру вместе со своим журналом Tricontinental. С распадом СССР кубинская экономика, крайне зависимая от вливаний из СССР, рухнула, и печать плакатов была прекращена из-за финансовых проблем. Однако в 2000 году издание плакатов было восстановлено.
На плакатах обычно присутствует текст на английском, французском, испанском и, иногда, арабском языках, так как они рассчитаны на международную аудиторию. Разноцветные плакаты с революционными призывами стали предметами коллекционирования.

## Контактная информация
Адрес OSPAAAL’s: Apartados 4226 & 6130, Havana, Cuba.
Факс: 537 333 985.